# Kelly Branch
Pour les articles homonymes, voir Kelly.
Le Kelly Branch est une rivière du comté de Crawford dans l'État américain du Missouri. C'est un affluent de la rivière Meramec donc un sous-affluent du fleuve Mississippi. La rivière porte le nom d'un des premiers colons.